# Іж (притока Ками)
Іж (рос. Иж, удм. Оч) — річка в Удмуртії й Татарстані, Росія. Утворюється злиттям річок Великий та Малий Іж на території хутора Красний Якшур-Бодьїнського району.

## Опис
Річка протікає територією двох республік — Удмуртії й Татарстану. Напрямок руху — з півночі на південь. Впадає до річки Кама, правої притоки Волги, за 124 км від її гирла. Загальна довжина річки становить 237 км (від витоків річки Великий Іж — 259 км), з яких 70 км — ділянка від витоків до греблі Іжевського ставу. Площа басейну становить 8510 км², в тому числі 1640 км² вище греблі. Середній похил не перевищує 8 м/км.
За більшістю гідрологічних класифікацій Іж належить до рівнинних річок середнього розміру. Русло в цілому мендроване. Береги, в яких протікає річка по помірно заболоченій рівнині, низькі та підмиті, місцями вкриті хвойними та мішаними лісами. Заболоченість річкового басейну становить 1 %, заліснення — 20 %. Річка має мішаний тип живлення з переважанням снігового, яке становить у середньому 60 % від річного стоку. Льодостав на річці встановлюється в середині листопада й утримується протягом 160 днів. Максимальна величина товщини льоду досягає в березні — 70 см. Скресання річки проходить в кінці першої декади квітня. Весняний льодохід триває 4 дні. Весняний підйом рівня води спостерігається в першій половині квітня і триває 1,5 тижня.
Ширина русла становить 22—28 м, глибина 0,9—2,5 м. Швидкість течії в межень дорівнює 0,12—0,15 м/с. Пересічні витрати води біля греблі Іжевського ставу становлять 9 м³/с. Середньорічний стік річки становить 280 млн м³, в тому числі в період весняних паводків — 180 млн м³.

## Притоки
- праві — Селичка (Силичка), Чур, Чернавка, Пестовка, Лісний, Люк, Шабердейка, Мужвайка (Пироговка), Сепич, Лудзя-Шур (Лудья-Шур), Лудзинка, Постолка (Постол), Агризка, Бобінка, Мувіжа, Чаж, Назарка, Варклед, Варзінка, Варзі;
- ліві — Мала Умринка, Велика Умринка, Бегешка, Вожойка, Пазелинка, Подборенка, Карлутка, Позим, Чультемка, Стара Кенка, Диньтемка, Яганка, Кечовка, Пудшур, Покранка, Утдядинка, Кирикмас, Чильчинка, Салауш.

### Найбільші притоки (довжиною понад 30 км)
| № | Назва річки | Довжина, км | Висота витоку, м | Висота гирла, м | Похил річки, м/км | Площа басейну, км² |
| - | ----------- | ----------- | ---------------- | --------------- | ----------------- | ------------------ |
| 1 | Кирикмас    | 108         | 179              | -               | -                 | 2100               |
| 2 | Постолка    | 58          | 192              | -               | -                 | 503                |
| 3 | Позим       | 52          | 183              | -               | -                 | 796                |
| 4 | Чаж         | 50          | 218              | -               | -                 | 592                |
| 5 | Бобінка     | 41          | 199              | -               | -                 | 279                |
| 6 | Люк         | 33          | 178              | -               | -                 | 342                |
| 7 | Лудзинка    | 32          | 177              | -               | -                 | 155                |
| 8 | Агризка     | 32          | 177              | -               | -                 | 138                |
| 9 | Чур         | 31          | 183              | -               | -                 | 378                |